# Медард (Глан)
Медард (њем. Medard) општина је у њемачкој савезној држави Рајна-Палатинат. Једно је од 98 општинских средишта округа Кузел. Према процјени из 2010. у општини је живјело 503 становника. Посједује регионалну шифру (AGS) 7336061.

## Географски и демографски подаци
Медард се налази у савезној држави Рајна-Палатинат у округу Кузел. Општина се налази на надморској висини од 270 метара. Површина општине износи 6,0 km². У самом мјесту је, према процјени из 2010. године, живјело 503 становника. Просјечна густина становништва износи 84 становника/km².